# Nバック課題
Nバック課題（英: n-back task）とは、脳機能イメージングなどの分野で実験参加者の脳活動を調べる際や心理実験などでよく用いられる持続処理課題 (Continuous Performance Task) である。Nバック課題は1958年にキルヒナーによって紹介された。

## 課題
実験参加者は一連の刺激を順番に呈示され、現在呈示されている刺激がN回前の刺激と同じかどうかを答える。この負荷因子Nによって課題の難易度を調節する。
例えば、聴覚の3バック課題では、実験者が以下のようなアルファベットを実験参加者に向かって読む。
T L H C H S C C Q L C K L H C Q T R R K C H R
実験参加者は上のアルファベットの内の太字で示したものが読まれた際に応答しなくてはならない。なぜならこれらは3回前に読まれたアルファベットと同一だからである。

### 二重Nバック課題
二重Nバック課題 (dual n-back task) は、スザンヌ・イェギ (Susanne Jaeggi) らによる2003年の論文で提唱された。この課題では、2つの独立した刺激が同時に呈示される。これらの刺激は、文字と音声のように異なるモダリティであることが多い。
イェギらは、2008年の論文で、二重Nバック課題を練習することで、いくつかの異なる検査法で測定される流動性知性 (fluid intelligence) を向上させることが可能であると主張した。この結果は、WIRED誌などを含むいくつかの大衆メディアの注目を集めた。しかし、この論文の手法は、デイビッド・ムーディーによって批判されている。彼は、論文に使われた流動性知性の測定法が、実験群と対照群で異なっている点を指摘している。また、彼は、測定の実施方法に関して、それが本当に流動性知性を計測するうえで有効なのか否かについても疑問を呈している。たとえば、本来は持ち時間45分の測定を10分に変更するなど、計測される得点の時間的特性を無視している点に問題があるとしている。
2009年にサイエンス誌において、 5週間にわたる、計14時間のトレーニング' によって、皮質のドーパミン受容体密度の変化が観察されたという論文が発表された。

## ソフトウェア
二重Nバック課題はネット上、(AndroidやBlackBerryのようなスマートフォンを含む) Java が動作可能な携帯電話、iPhone、Androidで行うことが可能である。また、Mac OS、Linux、Windowsで動作可能なオープンソースソフトウェアも存在する。また、ベルン大学はイェギらの用いた課題を Brain Twister というソフトとして販売している。
ものすごく脳を鍛える5分間の鬼トレーニングではNバックで計算を行う「鬼計算」がある。